# Maglite

Logo

Maglite (Eigenschreibweise MAG-LITE, auch MAGLITE) ist ein Hersteller von batteriebetriebenen Stabtaschenlampen aus Aluminium, die als Polizei-Ausrüstungsgegenstände in den Vereinigten Staaten bekannt geworden und häufig in Spielfilmen zu sehen sind. Der US-amerikanische Hersteller wirbt mit einer hohen Robustheit der Produkte und gibt, außer auf Verschleißteile, eine lebenslange Garantie. 
Anthony Maglica, der in New York geboren, aber in Kroatien (damals noch Jugoslawien) aufgewachsen ist, gründete Mag Instrument Inc. (Ontario, Kalifornien) im Jahr 1974. 1979 kamen erstmals die D-Cell-Maglites auf den Markt. Drei Jahre später folgte dann die aufladbare Taschenlampe MagCharger. 1984 schließlich kam dann die kleine MiniMag; die Solitaire schloss das Programm im Jahre 1988 ab.

## Aufbau

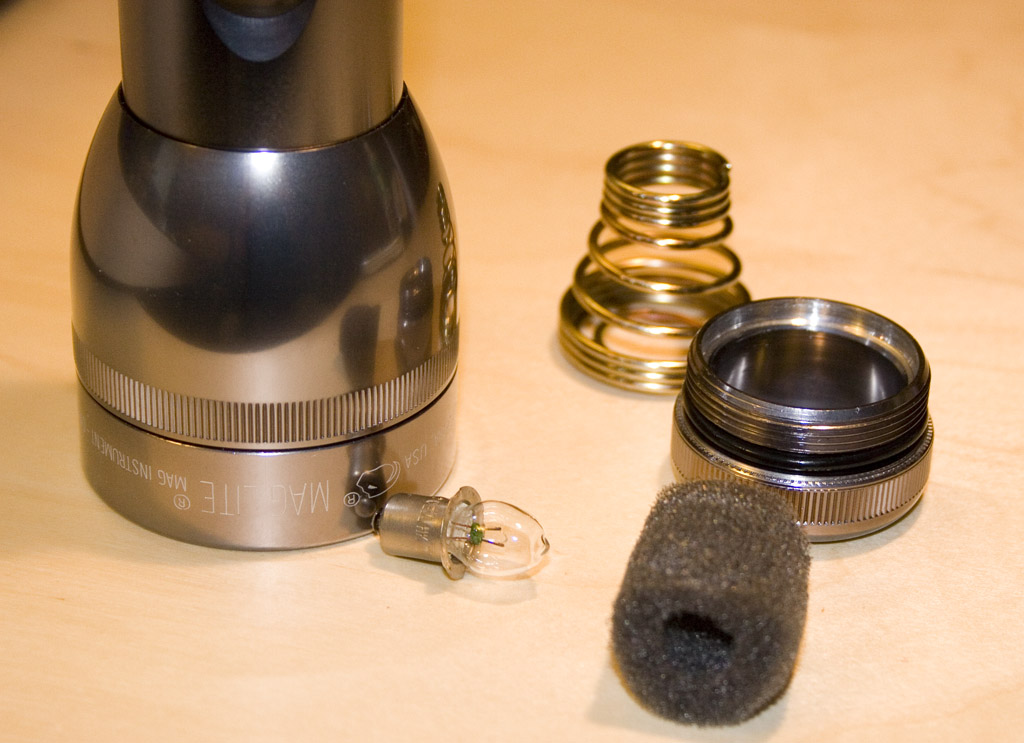
Integrierte Ersatzlampe

Eine Maglite wird aus einem Aluminiumgehäuse hergestellt, das durch O-Ringe spritzwassergeschützt und mit einem korrosionsgeschützten Schalter versehen ist. Der Reflektor im Vorderteil der Lampe lässt sich stufenlos von Punkt- bis Flutlicht regulieren.
Da bei der MiniMag der Innenradius des verstellbaren Vorderteils dem Außenradius des Aluminiumrohrs entspricht, ist das abgeschraubte Vorderteil als Standfuß für eine Art Laterne verwendbar.
Als Leuchtmittel werden Krypton-gefüllte Halogenglühlampen verwendet, bei den größeren Modellen mit Baby- und Monozellen wahlweise auch hellere Xenon-gefüllte mit der Markenbezeichnung Magnum-Star.
Daneben gibt es spezielle 3-Watt-Leuchtdiodeneinsätze, die von 2006 bis 2010 auch in Europa erhältlich waren. Der Lichtkegel bleibt nach dem Umbau weiterhin fokussierbar. Werksseitig montiert wurden diese Lampen als Mag LED angeboten. Inzwischen sind LED-Modelle der zweiten Generation mit optimierter Lichtleistung erhältlich, bei denen ein neuer LED-Baustein fest integriert und nicht mehr gegen eine konventionelle Fadenglühlampe austauschbar ist.
Alle Glühlampen-Modelle und die mit dem Nachrüst-LED-Baustein versehenen Exemplare werden mit einer Reserveglühlampe in der Endkappe ausgeliefert, die durch einen Schaumstoffeinsatz geschützt ist.

## Anwendung
In vielen Ländern, unter anderem den USA, Deutschland und Frankreich, gehören diese Stablampen vor allem bei Polizeikräften zur Grundausstattung. Maglites werden im Einsatz meist am vorderen Ende angefasst und mit dem hinteren Ende auf der Schulter gehalten; der Träger sieht dadurch weniger Schatten, verbirgt seinem Gegenüber die eigene Blickrichtung und ist in günstigerer Verteidigungshaltung, da die Lampe ggf. als Schlagwaffe benutzt werden  kann.
Am 30. März 2007 gab jedoch das Los Angeles Police Department bekannt, dass von nun an eine kleinere und hellere, speziell an die Bedürfnisse des LAPD angepasste Taschenlampe eingesetzt würde, die nicht als Hiebwaffe einsetzbar ist. Damit reagierte man auf einen großes öffentliches Interesse erregenden Vorfall, als ein Polizeibeamter der exzessiven Gewaltanwendung gegen einen Verdächtigen mit einer Maglite beschuldigt wurde.
Häufig werden Maglite-Stablampen auch bei Feuerwehren und Rettungskräften eingesetzt, jedoch erfüllen sie nicht alle Sicherheitsnormen, da sie nicht explosionsgeschützt sind.

## Ausführungen
Maglites gibt es inzwischen standardmäßig mit LED und wenige Modelle mit Akku. Modelle mit Glühlampen fallen unter die Kategorie "Classic"

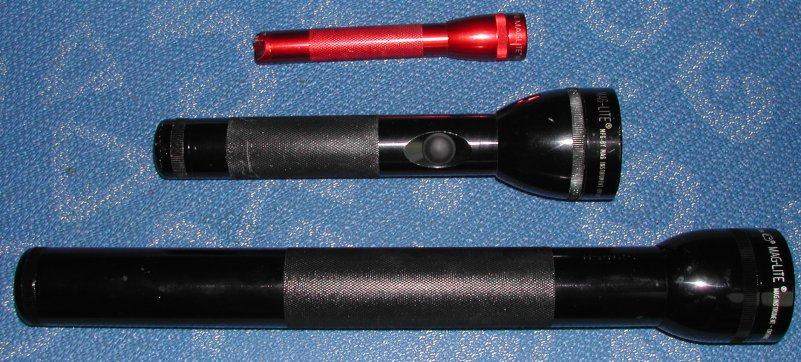
Unterschiedliche Maglite-Modelle

Es sind verschiedene Größen erhältlich:
- Solitaire LED-Mini-Taschenlampe (1xAAA, 8,1 cm 23 g)
- Classic Solitaire (1xAAA, 8,1 cm, 23 g)
- Mini Maglite LED AAA (2xAAA, 12,7 cm, 49 g)
- Classic Mini Maglite AAA (2xAAA, 12,7 cm, 49 g)
- XL50 AAA LED (3xAAA, 12,2 cm, 104 g)
- Mini Maglite LED AA (2xAA, 16,8 cm, 118 g)
- Classic Mini Maglite AA (2xAA, 14,6 cm 107 g)
- Mini Maglite  Pro LED AA (leistungsstärker, 2xAA, 16,8 cm, 118 g)
- ML25LT LED 2C (2xC, 16,8 cm, 318 g)
- ML50L LED 2C (2xC, 20,8 cm, 361 g)
- ML50LX LED 2C (2xC, 20,8 cm, 361 g)
- ML50L LED 3C (3xC, 25,8 cm)
- ML50XL LED 3C (3C, 25,8 cm)
- ML300L LED 2D (2xD, 23,2 cm, 567 g)
- ML300LX LED 2D (2xD, 23,2 cm 567 g)
- ML300L LED 3D (3xD 29,8 cm, 748 g)
- ML300LX LED 3D (3xD, 29,8 cm, 748 g)
- ML300L LED 4D (4xD, 35,7 cm, 907 g)
- Classic Maglite 5D (5xD, 43,4 cm, 1.233 g)
- ML300L LED 6D (6xD, 47,9 cm, 1.276 g)
- Classic Maglite 6D (6xD, 49,5 cm, 1.417 g)
- Mag-Tac LED (2-CR123, 13,4 cm, 136 g)
- Mag-Tac LED mit Akku (14,8 cm, 156 g)
- ML150LRS LED mit Akku (21 cm, 318 g)
- ML150LRSX LED mit Akku (21 cm, 318 g)
- ML150LR LED mit Akku (27,1 cm, 431 g)
- ML150LRX LED mit Akku (27,1 cm, 431 g)
- Maglite Spectrum Series mit blauer, roter, grüner oder warmweißer LED (verfügbar als Solitaire, XL50 AAA LED, Mini Maglite AAA LED, Mini Maglite AA LED)

Die X-Varianten haben einen taktischen Griff und matte Farben.
Inzwischen gibt es für alle alten Maglites LED-Leuchtmittel von anderen Herstellern. Maglite selber bietet keine LED-Leuchtmittel mehr an. Die Lichtleistung liegt im mittleren Bereich; die neuesten LED-Generationen realisieren bei gleicher elektrischer Leistungsaufnahme eine höhere Lichtausbeute.
Bei den Glühlampen der 2 D-Cell Versionen handelt es sich um folgenden Typ: 2,4 … 2,6 V/0,7 … 0,8 A/Fassung: P 13,5 s/Glaskolben in Olivenform, Füllgas: Xenon.  Bei den Mini Maglite-Modellen kommen spezielle ungesockelte Xenon-Glühlampen zum Einsatz.